# Mercedes-Benz O500 «Marcopolo»
Mercedes-Benz O500 «MarcoPolo» — семейство особо больших городских автобусов, выпускаемые под марками Mercedes-Benz и Marcopolo для бразильского и мексиканского рынка городских автобусов.

## История
Mercedes-Benz O500 «MarcoPolo» был представлен в 2004 году. Автобус должен был производиться в рамках сотрудничества Mercedes-Benz и Marcopolo. Серийное производство началось в 2006 году. Сборка происходит в Бразилии на заводе Mercedes-Benz. Автобус имеет 2 поколения, и построен на платформе O500, сконструированной маркой Mercedes-Benz.